# Equazione naturale
L'equazione naturale o equazione intrinseca di una curva è una equazione che definisce la curva tramite una relazione che coinvolge solo proprietà intrinseche, ovvero indipendenti dall'immersione della curva nello spazio ambiente. Le equazioni naturali esprimeranno quindi la curva in maniera indipendente dalla parametrizzazione e dal sistema di coordinate usato nello spazio ambiente.
Le grandezze intrinseche comunemente impiegate sono l'ascissa curvilinea {\displaystyle s}, l'angolo di rotazione {\displaystyle \theta }, la curvatura {\displaystyle \kappa } (o in alternativa il raggio di curvatura) e, per le curve nello spazio, la torsione {\displaystyle \tau }. Le seguenti sono equazioni naturali:
- l'equazione naturale di una curva nello spazio, espressa rispetto a curvatura e torsione;
- l'equazione di Whewell esprime una curva rispetto all'ascissa curvilinea e all'angolo di rotazione;
- l'equazione di Cesaro esprime una curva rispetto all'ascissa curvilinea e alla curvatura.

Un simile sistema di coordinate può in alcuni casi semplificare molto un problema. Ad esempio, essendo la clotoide definita come una curva la cui curvatura abbia andamento lineare lungo la sua lunghezza, l'espressione tramite l'equazione di Cesàro è molto semplice ed è data da:
{\displaystyle \kappa =cs}
con {\displaystyle c} costante.